# Oost-Cappel
Ne doit pas être confondu avec Oostkapelle.
Oost-Cappel (Oostkappel en flamand occidental) est une commune française, frontalière avec la Belgique, située dans le département du Nord en région Hauts-de-France.

## Géographie

### Situation
Oost-Cappel se situe à 23 km de Dunkerque, 59 km de Lille et 25 km d'Ypres (Belgique)

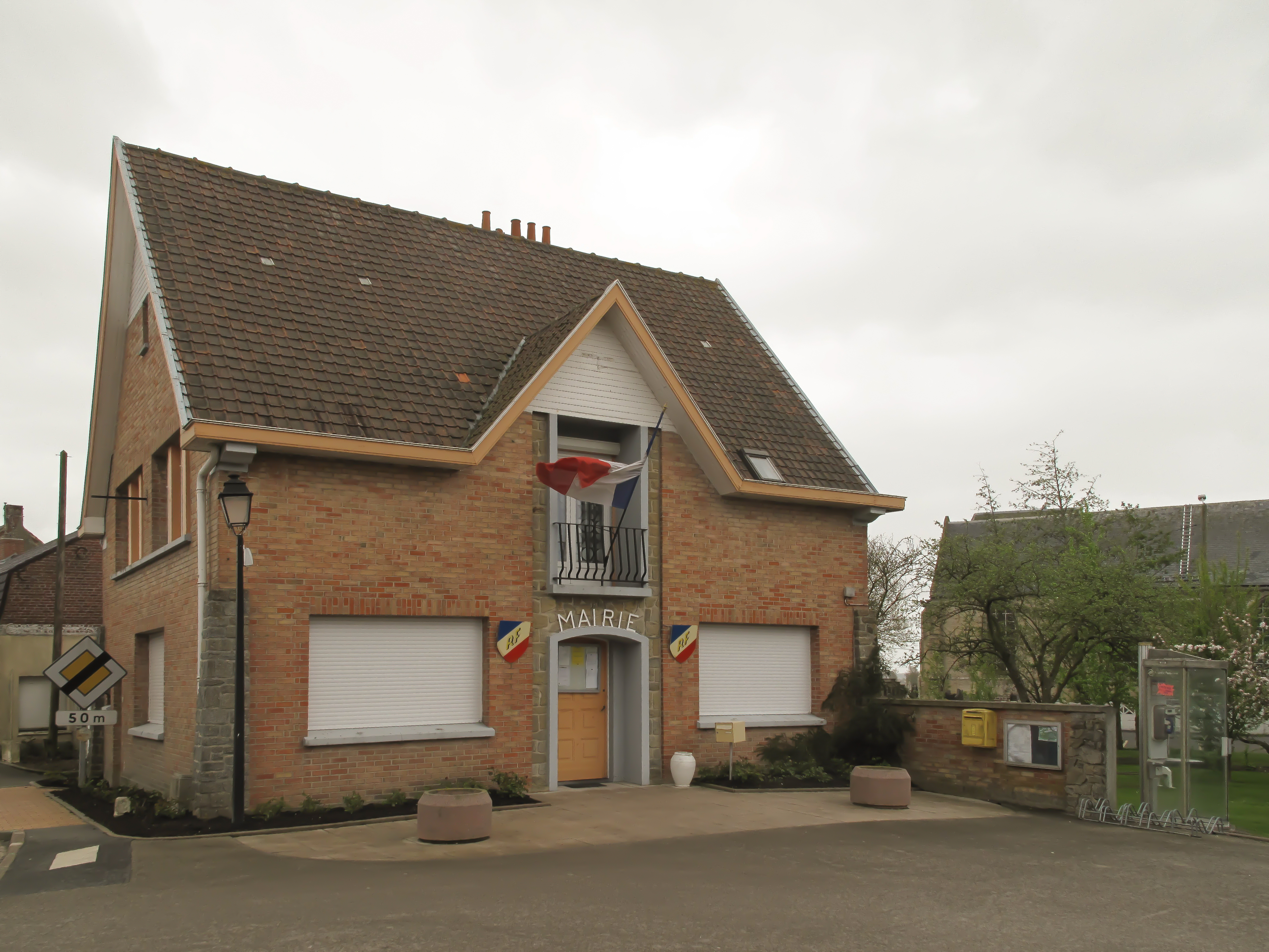
Oost-Cappel, la mairie

Le territoire de la commune est limitrophe de ceux de cinq communes :
| Killem   | Hondschoote |                                            |
| Rexpoëde | Oost-Cappel | Beveren (Alveringem) (Alveringem Belgique) |
|          | Bambecque   |                                            |

### Lieux-dits
Les cinq chemins (De Vuuf Weggen) , Fort du Diable.

### Hydrographie

#### Réseau hydrographique
La commune est située dans le bassin Artois-Picardie. Elle est drainée par la Zwyne Becque et la Schardouwbeek,,.

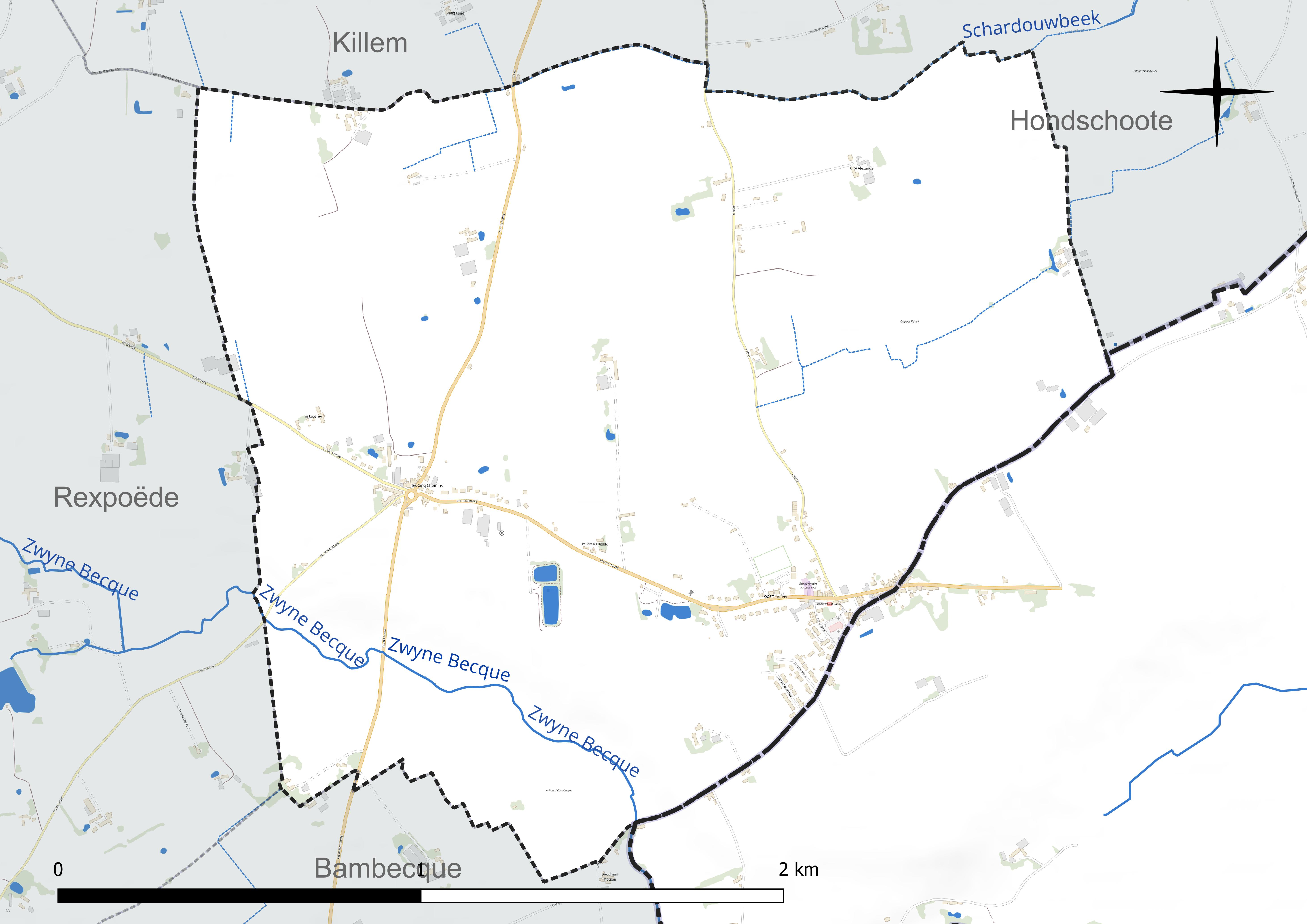
Réseau hydrographique d'Oost-Cappel.

#### Gestion et qualité des eaux
Le territoire communal est couvert par le schéma d'aménagement et de gestion des eaux (SAGE) « Yser ». Ce document de planification concerne un territoire de 381 km2 de superficie, délimité par le bassin versant de l'Yser en France. Le périmètre a été arrêté le 8 novembre 2005 et le SAGE proprement dit a été approuvé le 30 novembre 2016. La structure porteuse de l'élaboration et de la mise en œuvre est l'Union syndicale d'aménagement hydraulique du Nord (USAN). 
La qualité des cours d'eau peut être consultée sur un site dédié géré par les agences de l'eau et l'Agence française pour la biodiversité. 

## Urbanisme

### Typologie
Au 1er janvier 2024, Oost-Cappel est catégorisée commune rurale à habitat dispersé, selon la nouvelle grille communale de densité à sept niveaux définie par l'Insee en 2022.
Elle est située hors unité urbaine. Par ailleurs la commune fait partie de l'aire d'attraction de Dunkerque, dont elle est une commune de la couronne,. Cette aire, qui regroupe 66 communes, est catégorisée dans les aires de 200 000 à moins de 700 000 habitants,.

### Occupation des sols
L'occupation des sols de la commune, telle qu'elle ressort de la base de données européenne d'occupation biophysique des sols Corine Land Cover (CLC), est marquée par l'importance des territoires agricoles (100 % en 2018), une proportion identique à celle de 1990 (100 %). La répartition détaillée en 2018 est la suivante : 
terres arables (100 %). L'évolution de l'occupation des sols de la commune et de ses infrastructures peut être observée sur les différentes représentations cartographiques du territoire : la carte de Cassini (XVIIIe siècle), la carte d'état-major (1820-1866) et les cartes ou photos aériennes de l'IGN pour la période actuelle (1950 à aujourd'hui).

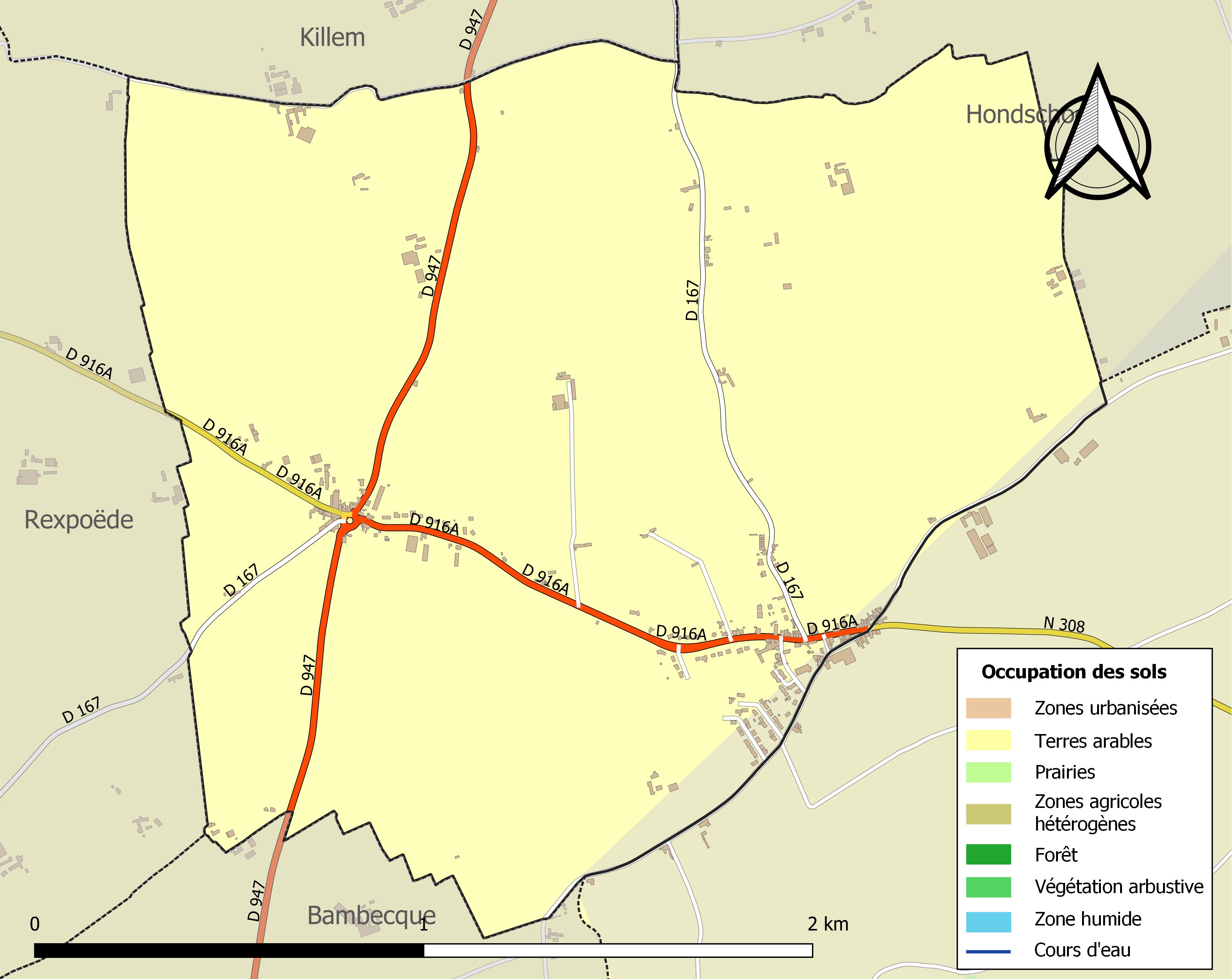
Carte des infrastructures et de l'occupation des sols de la commune en 2018 (CLC).

## Toponymie
Le nom de la localité est attesté sous les formes Ostcapellam en 1178 et en 1200, Sainte-Nicolay-Cappelle en 1475.
En néerlandais, le nom de la commune est Oostkappel :  Oost, signifie Est et kapel est une chapelle.
Oost-Cappel doit être opposé à West-Cappel, tous deux villages situés près d'une chapelle, une chapelle primitive aurait été bâtie en 1139, à l'Est de Rexpoëde.

## Histoire
Avant 1789, Oost-Cappel dépendait de la châtellenie de Bergues.
En 1502, le territoire appartient à Denis de Morbecque et relève de la seigneurie de Cassel.
Du point de vue religieux, la commune était située dans le diocèse de Thérouanne puis dans le diocèse d'Ypres, doyenné de Bergues.
En novembre 1567, le curé d'Oost-Cappel, Henri Turck, est victime des violences perpétrées au cours de la guerre des Gueux : deux extrémistes lui coupent les deux oreilles avant de le tuer. Les brigands étaient connus sous le nom de "Boschgeuzen"
En 1577, Jacques de Bierne, écuyer, héritier de Charles de Bierne 1er échevin de la ville de Bergues, est seigneur de Rexpoëde et Oost-Cappel.
En 1710, François Dominique de Doys, écuyer, seigneur de Santvoorde et d'Oost-Cappel est le titulaire de l'ammanie (l'amman représente le châtelain) de Loon Plage dans la châtellenie de Bourbourg (voir Seigneur de Loon-Plage dans la page Loon-Plage).
À Oost-cappel a lieu le 21 août 1793, un affrontement entre d'une part les français qui y étaient stationnés (de même que dans les villages et villes voisines Rexpoede, Hondschoote, Killem, Bambecque etc) pour protéger les villes de Bergues et surtout Dunkerque et d'autre part l'armée des puissances coalisées contre la France (Grande-Bretagne, Saint Empire Romain germanique...) laquelle voulait justement aller assiéger Dunkerque. Il n'y eut que des combats limités, les Français abandonnèrent rapidement le terrain. L'opération aboutit à la Bataille de Hondschoote du 6 au 8 septembre qui permit de libérer Dunkerque du siège commencé par les Anglais. Oost-Cappel sera encore au cœur de cette bataille le 6 septembre 1793.

### Première guerre mondiale
Pendant la première guerre mondiale, Oost-Cappel est une des communes avec Hondschoote, Abeele, Caestre, Godewaersvelde, Winnezeele, Hardifort, à faire partie du commandement d'étapes,  c'est-à-dire un élément de l'armée, installé à Steenvoorde puis transféré à Rexpoëde, organisant le stationnement de troupes, comprenant souvent des chevaux, pendant un temps plus ou moins long, sur les communes dépendant du commandement, en arrière du front.
Le 7 février 1917, vers 11h45, un avion allemand a tiré à la mitrailleuse dans le secteur Oost-Cappel, La Kruystraete (Bambecque) où sont cantonnés des Anglais. Une villageoise qui lavait dans sa cour a été blessée à la cuisse gauche.
Fin avril 1917, des troupes belges stationnent sur Oost-Cappel.
Le 2 novembre 1917, à 23 h 30, un soldat d'un régiment du génie, détaché à la section située à la ferme Verriele, Léger Marie ou Mario, classe 1903, âgé de 34 ans, a été retrouvé mort sur la route à un kilomètre environ des Cinq Chemins, du côté de Rexpoëde. La gendarmerie du commandement d'étapes a fait une enquête. Le corps a été transporté à l'ambulance 34 à Wayemburg.

## Politique et administration

### Administration municipale
Le nombre d'habitants au dernier recensement étant compris entre 100 et 499, le nombre de membres du conseil municipal est de 11.

### Liste des maires
Maire en 1802-1803 : Fr. Fossaert.

Maire en 1807 : Voutters.
| Période                                  | Période   | Identité                          | Étiquette | Qualité                  |
| ---------------------------------------- | --------- | --------------------------------- | --------- | ------------------------ |
| Les données manquantes sont à compléter. |           |                                   |           |                          |
| 1875                                     | 1892      | François Jacques Benoit Vermersch |           | Ancien ajoint            |
| 1892                                     | 1904      | Amand Fossaert                    |           | Ancien adjoint           |
| 1904                                     | 1914      | Honoré Vandenameele               |           | Brasseur                 |
| 1922                                     | 1935      | L. Fossaert                       |           |                          |
| mars 1977                                | mars 2001 | Edgard Duval                      | DVD       | Chef d'entreprise        |
| mars 2001                                | mai 2020  | Régine Cadart-Devos               | PS        |                          |
| mai 2020                                 | En cours  | Stéphanie Porreye                 |           | Responsable de formation |

## Population et société

### Démographie

#### Évolution démographique
L'évolution du nombre d'habitants est connue à travers les recensements de la population effectués dans la commune depuis 1793. Pour les communes de moins de 10 000 habitants, une enquête de recensement portant sur toute la population est réalisée tous les cinq ans, les populations de référence des années intermédiaires étant quant à elles estimées par interpolation ou extrapolation. Pour la commune, le premier recensement exhaustif entrant dans le cadre du nouveau dispositif a été réalisé en 2005.

En 2022, la commune comptait 468 habitants, en évolution de −0,64 % par rapport à 2016 (Nord : +0,51 %, France hors Mayotte : +2,11 %).
| 1793 | 1800 | 1806 | 1821 | 1831 | 1836 | 1841 | 1846 | 1851 |
| ---- | ---- | ---- | ---- | ---- | ---- | ---- | ---- | ---- |
| 351  | 352  | 417  | 547  | 533  | 505  | 512  | 505  | 506  |

| 1856 | 1861 | 1866 | 1872 | 1876 | 1881 | 1886 | 1891 | 1896 |
| ---- | ---- | ---- | ---- | ---- | ---- | ---- | ---- | ---- |
| 519  | 479  | 458  | 425  | 422  | 404  | 417  | 400  | 392  |

| 1901 | 1906 | 1911 | 1921 | 1926 | 1931 | 1936 | 1946 | 1954 |
| ---- | ---- | ---- | ---- | ---- | ---- | ---- | ---- | ---- |
| 391  | 393  | 406  | 386  | 342  | 317  | 334  | 328  | 307  |

| 1962 | 1968 | 1975 | 1982 | 1990 | 1999 | 2005 | 2006 | 2010 |
| ---- | ---- | ---- | ---- | ---- | ---- | ---- | ---- | ---- |
| 386  | 342  | 311  | 379  | 406  | 391  | 451  | 465  | 528  |

| 2015 | 2020 | 2022 | - | - | - | - | - | - |
| ---- | ---- | ---- | - | - | - | - | - | - |
| 478  | 474  | 468  | - | - | - | - | - | - |

#### Pyramide des âges
La population de la commune est relativement jeune.
En 2018, le taux de personnes d'un âge inférieur à 30 ans s'élève à 36,5 %, soit en dessous de la moyenne départementale (39,5 %). À l'inverse, le taux de personnes d'âge supérieur à 60 ans est de 24,7 % la même année, alors qu'il est de 22,5 % au niveau départemental.
En 2018, la commune comptait 229 hommes pour 239 femmes, soit un taux de 51,07 % de femmes, légèrement inférieur au taux départemental (51,77 %).
Les pyramides des âges de la commune et du département s'établissent comme suit.
| Hommes | Classe d’âge | Femmes |
| ------ | ------------ | ------ |
| 0,0    | 90 ou +      | 1,2    |
| 6,5    | 75-89 ans    | 6,6    |
| 15,5   | 60-74 ans    | 19,4   |
| 19,8   | 45-59 ans    | 11,6   |
| 22,0   | 30-44 ans    | 24,4   |
| 15,1   | 15-29 ans    | 11,6   |
| 21,1   | 0-14 ans     | 25,2   |

| Hommes | Classe d’âge | Femmes |
| ------ | ------------ | ------ |
| 0,5    | 90 ou +      | 1,4    |
| 5,3    | 75-89 ans    | 8,1    |
| 14,8   | 60-74 ans    | 16,2   |
| 19,1   | 45-59 ans    | 18,4   |
| 19,5   | 30-44 ans    | 18,7   |
| 20,7   | 15-29 ans    | 19,1   |
| 20,2   | 0-14 ans     | 18     |

## Culture locale et patrimoine

### Lieux et monuments

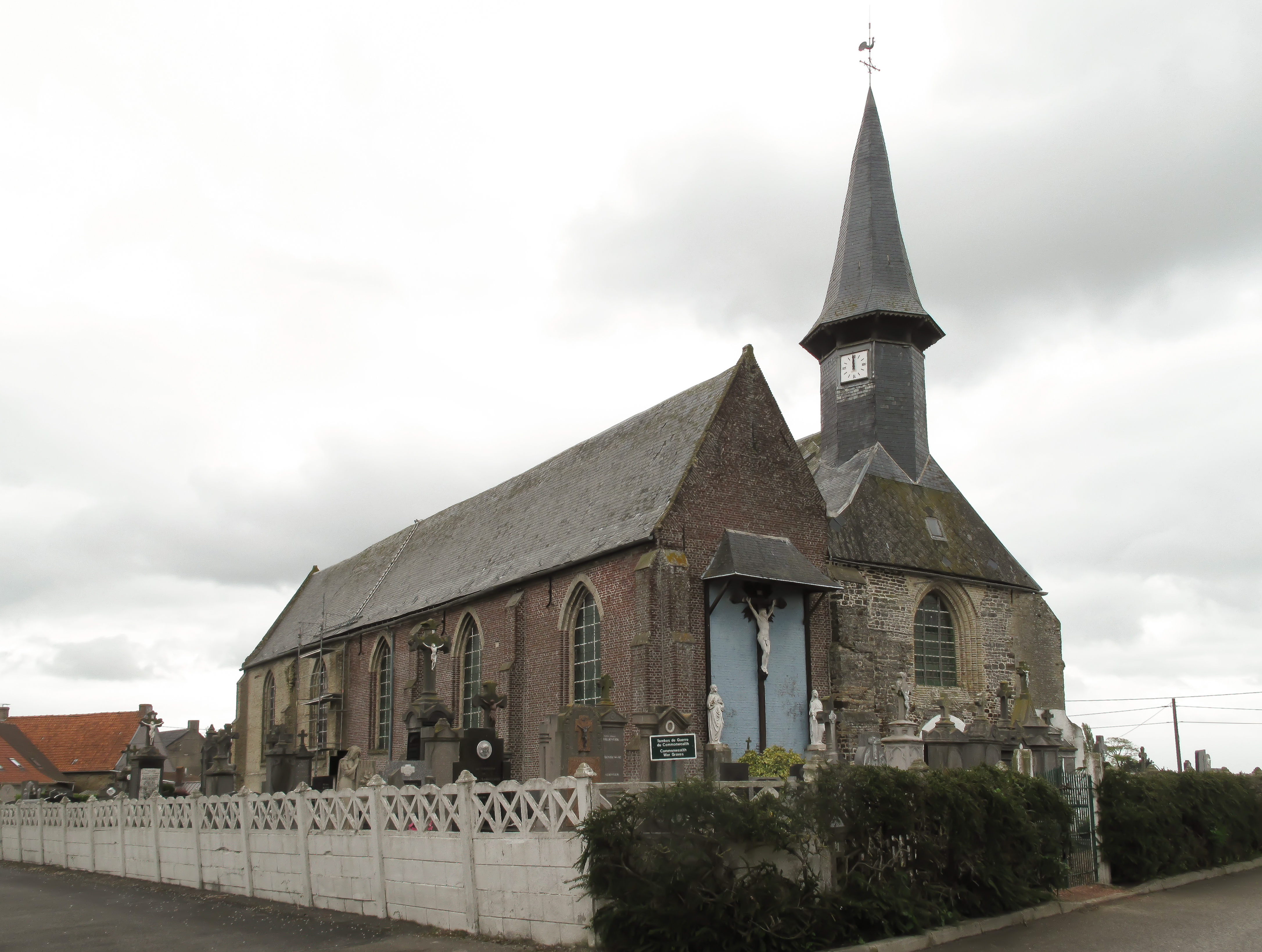
Eglise Saint-Nicolas

L'église Saint-Nicolas est visible de loin grâce à son clocher de charpente polygonal.

### Personnalités liées à la commune
- Amable Henri Delaage (1745-1797), général des armées de la République (nom gravé sous l'Arc de Triomphe), mort à Oost-Cappel.
- Albert Denvers (1905-2006), homme politique, né à Oost-Cappel.

### Héraldique
|  | Les armes de Oost-Cappel se blasonnent ainsi : "Ecartelé aux 1 et 4, contre écartelé d'or et de sable (Lens) ; aux 2 et 3, bandé d'argent et d'azur, à la bordure de gueules (Licques) ; sur le tour, de gueules à trois bandes de vair et au chef d'or." |

## Pour approfondir